# Cnesia
Cnesia là một chi ruồi đen có 4 loài, phân bố ở Argentina và Chile.

## Các loài
- C. dissimilis (Edwards, 1931)
- C. gynandrum (Edwards, 1931)
- C. ornata Wygodzinsky & Coscarón, 1973
- C. pusilla Wygodzinsky & Coscarón, 1973